# Vesle
La Vesle è un fiume della Francia settentrionale, affluente di sponda destra dell'Aisne. Lungo 139,5 chilometri,snoda tra i dipartimenti della Marna e dell'Aisne.

## Affluenti
Gli affluenti principali sono:
- Cassine
- Prosne
- Noblette
- Cheneu
- Fosse
- Ardre